# Мичигамея
Мичигамеа (на английски: Mitchigamea) е северноамериканско индианско племе, част от Конфедерацията илиной, което първоначално живее по горното течение на река Сангамон в Илинойс. По-късно са прогонени на юг от фокс и други врагове. През 1673 г. отец Жак Марке посещава основното им село на река Мисисипи в североизточен Арканзас. Територията им се разширява до река Сейнт Франсис. Към 1700 г. са прогонени от Арканзас от куапо и заедно с чепоса се връщат в Илинойс. Двете племена се установяват близо до устието на река Илинойс, където през 1720 г. французите основават Форт дьо Шартр. През 1752 г. са нападнати от сауките и впоследствие се сливат с каскаския. През 1830те оцелелите от каскаския се преместват в Канзас, където се сливат с пеория и през 1867 г. се местят вече като племето пеория в Оклахома.